# Francisco Mangabeira
Œuvres principales
Últimas Poesias (1906)
Francisco Cavalcanti Mangabeira (né à Salvador en 1879 et mort en mer en 1904) était un médecin, poète et journaliste brésilien. Jeune étudiant en médecine à Salvador, il fut le cofondateur d’un mouvement symboliste et participa à la guerre de Canudos aux côtés des troupes républicaines. Plus tard, il s’engagea en faveur du rattachement de l’Acre à la république brésilienne.

## Biographie
Francisco Mangabeira était le frère des hommes politiques João Mangabeira et Otávio Mangabeira (pt), l’oncle de Francisco Mangabeira (pt) et le grand-oncle de Roberto Mangabeira Unger, tous deux hommes politiques également. En 1897, répondant à l’appel des autorités bahiannaises, il se porta volontaire, comme étudiant en médecine, pour aider les forces gouvernementales lors de la quatrième expédition contre Canudos, conflit qui lui inspirera la « tragédie épique » en vers, intitulée Tragédia épica. Guerra de Canudos. À Salvador, il fut l’un des fondateurs du groupe Nova Cruzada (litt. Nouvelle Croisade), mouvement littéraire de tendance symboliste. Ayant obtenu son diplôme de médecine en 1900, il devint médecin au service de la compagnie de navigation Companhia Maranhense, et sera amené à exercer en Amazonie. Il prit part à la campagne pour la libération de l’Acre, tout en écrivant ses Cartas do Amazonas (Lettres d’Amazonie) pour le compte du journal Diário de Notícias de Salvador, puis composant les paroles de l’hymne acréen (Hino Acreano). L’œuvre de Francisco Mangabeira reste l’une des plus significatives de l’école symboliste brésilienne. Il mourut à bord du bateau qui l’emmenait de Belém à São Luís.

## Œuvre
- As Visões de Santa teresa, 1906
- Hostiário, 1898 (lire en ligne)
- Cartas do Amazonas
- Tragédia épica. Guerra de Canudos, Salvador 1900 (lire en ligne)
- Últimas Poesias, Salvador 1906 (lire en ligne)